# 佳能 EF-S 17-55mm 鏡頭
佳能 EF-S 17-55mm 鏡頭是一系列由佳能公司生產的標準變焦鏡頭，为标有“USM”的镜头，表示含有超声波马达。
- EF-S 17–55mm f/2.8 IS USM

焦距等效於35mm相機27–88mm。